# Pyrausta lethalis
Pyrausta lethalis is een vlinder van de familie van de grasmotten (Crambidae). De wetenschappelijke naam van deze soort is voor het eerst voorgesteld als Botis lethalis door Augustus Radcliffe Grote in een publicatie uit 1881.
De soort komt voor in de westelijke helft van de Verenigde Staten